# Tivat
Tivat (cirílico: Тиват) é uma cidade costeira no sudoeste do Montenegro, localizada na baía de Kotor. Em 2011 tinha uma população de 9 367 habitantes. Tivat é o centro do Município de Tivat que tem uma população de 13 630 habitantes e é o município mais pequeno em área do Montenegro.

## Descrição

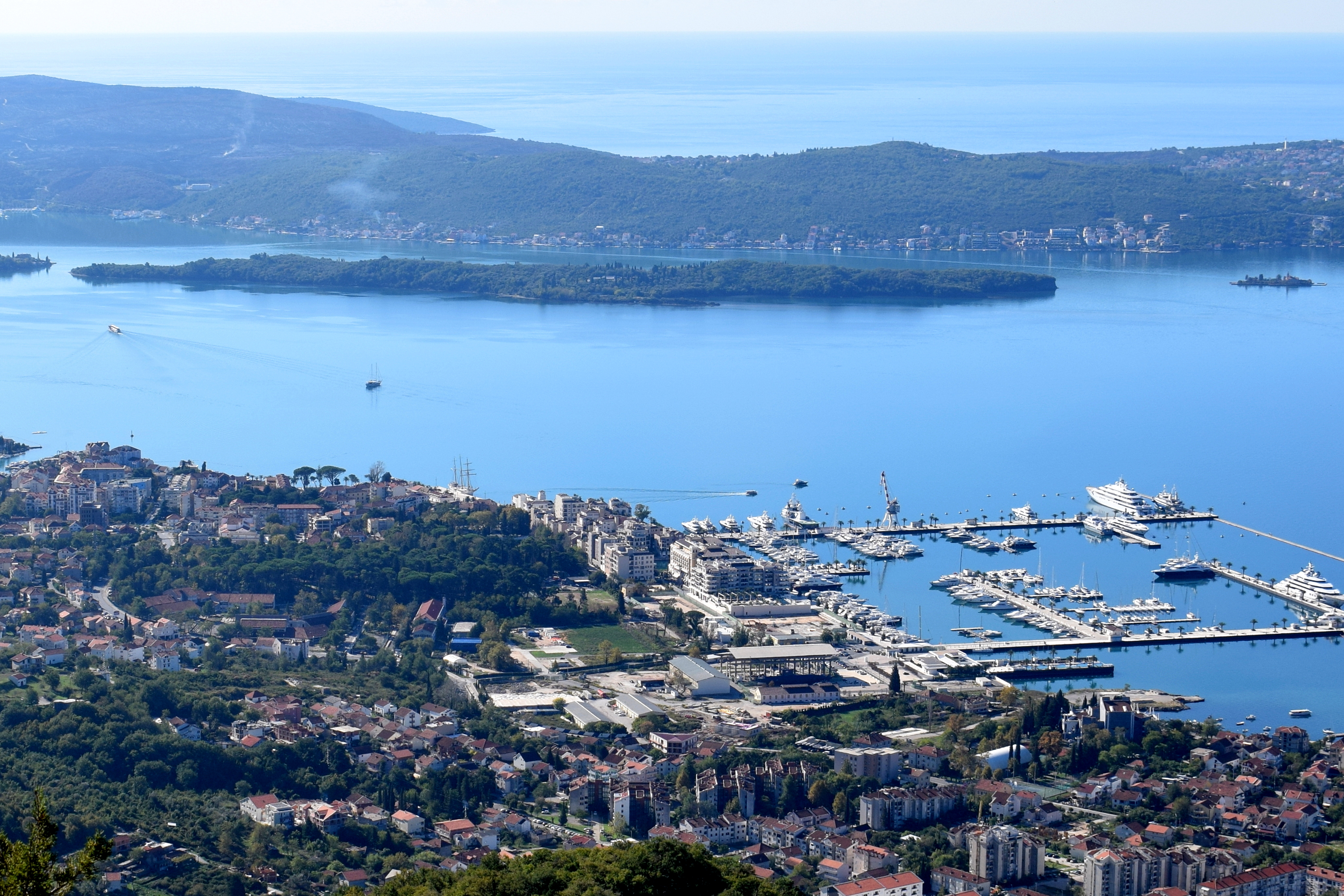
Ilhas de São Marcos e Nossa Senhora da Graça, perto da cidade de Tivat.

Tivat está localizada na parte central da Baía de Kotor (Boka Kotorska, ou simplesmente Boka), a sul do monte Vrmac. O município situa-se maioritariamente a sul da cidade, e tem uma saída para o mar aberto no local turístico da enseada de Pržno, perto da aldeia de Radovići, a sul. A sua parte central, onde se situa o Aeroporto de Tivat, situa-se no vale fértil de Grbalj. O aeroporto situa-se perto do istmo da península de Luštica, que pertence maioritariamente ao município de Herceg Novi.
Tivat tem cerca de 14 000 habitantes. Fica a 19 km de Herceg Novi, a 1 km de Kotor, a 23 km de Budva, a 80 km de Dubrovnik e a 90 km de Podgorica. Geomorfologicamente, Tivat é composta por três áreas. A primeira são as colinas e os picos de Vrmac, Velji Vrh (710 m) e Popova glava (584 m). A atividade da água formou os cabos Seljanovo, Pakovo e Račica. A segunda área é o campo de Tivat, aplanado pela atividade da água. A terceira área é Krtoli com ilhas - Ilha das Flores, São Marcos e Senhora da Misericórdia, que faz fronteira com a baía de Novski a noroeste e a área de Grbalj a sudeste.

### História
Em sérvio e montenegrino, a cidade é conhecida como Tivat (Тиват); em italiano e veneziano como Teodo. A cidade foi mencionada pela primeira vez nos registos do século XIV de Kotor, como Teude, Theode, e Theudo, e tem sido ligada aos ilírios da rainha Teuta, que governou a região no século III a.C.
Teuta tinha uma residência em Rhizon e uma residência de verão entre a igreja de São Rocco em Donja Lastva e Seljanovo. O nome também poderia vir da palavra grego "Θείοδος" (Theiodos, que significa "caminho de Deus"), ou dos nomes de antigos santos cristãos: Theodulus, Theodocius ou Theodotus. Para além do nome popular Theudo, uma expressão latina, Latus Tiuveti, vem do século XVI. Por fim, o nome pode ter origem na palavra "touto", cidade, das línguas celtas continentais.
Os sítios arqueológicos atestam que a zona foi habitada na Antiguidade, com povoações gregas e romanas. Foram descobertos túmulos e lápides do período romano em Lastva e Opatovo.
Tivat é a cidade mais jovem da área da Baía de Kotor e foi estabelecida no planalto no fundo do Vrmac. Durante a Idade Média, as terras férteis da região pertenciam maioritariamente aos aristocratas de Kotor, Prčanj e Dobrota. Ali existiam propriedades, castelos e chalés, bem como a igreja colectiva de St Anton, datada de 1373.
Parte desta herança, que era propriedade da abastada família Buća, é um chalé histórico que hoje alberga os museus e galerias de Tivat. A residência do metropolita do bispado de Zeta foi construída entre os séculos XIII e XV na ilha Prevlaka. Tivat, conhecida como Teodo na língua veneziana, esteve sob o domínio da República de Veneza, como parte da Albania Veneta, de 1420 a 1797. Durante esses séculos, Teodo beneficiou de um desenvolvimento económico que atraiu muitos sérvios refugiados das zonas dominadas pelo Império Otomano. Alguns edifícios de estilo veneziano ainda subsistem.
O rápido desenvolvimento de Tivat começou na segunda metade do século XIX, quando o império austríaco construiu um arsenal marítimo para a sua frota. Ainda assim, a cidade moldou-se a si própria através do desenvolvimento da pequena indústria. No início de 1918, na baía de Tivat, os marinheiros revoltaram-se contra o poderoso império austríaco. Com grande aprovação e apoio, as pessoas desta região seguiram as suas acções revolucionárias. O período entre as duas guerras mundiais foi marcado pela atividade sindical em Račica, Krtoli e Arsenal. Entre 1941 e 1943, a cidade fazia parte do Governatorato da Dalmácia italiano.
Em 1889, foi construído um arsenal naval pelo Império Austríaco, que mais tarde foi utilizado como base naval da Marinha italiana, do Exército Popular Jugoslavo e do Exército de Montenegro. A JNA gozava de uma reputação internacional como uma força poderosa, bem equipada e bem treinada. A base foi também utilizada pela Rússia e pela Líbia como base técnica para a manutenção, reparação e revisão (MRO) dos seus navios e submarinos.

### Demografia
Tivat é o centro administrativo do município de Tivat, que tem uma população de 14 031 habitantes e a cidade propriamente dita tem uma população de 9 367 habitantes (2011).
A população da cidade no censo de 2011 era de 33,25% montenegrinos, 31,61% sérvios e 16,42% croatas. Um total de 18,71% da população pertence a outros grupos étnicos ou não declarou a sua etnia.
[A língua montenegrina, a língua sérvia, a língua bósnia e a língua croata são mutuamente inteligíveis como variedades padrão da língua servo-croata. A língua sérvia é falada por 38,93% da população e é a língua mais falada na cidade, seguindo-se o montenegrino com 30,61% e o croata com 8,27%. Outras línguas (albanês, bósnio, ucraniano, russo) e não declaradas são faladas por 22,19% da população.

### Religião
A religião em Tivat é diversificada. A religião predominante é a Ortodoxia Oriental (64,05%), praticada principalmente pela maioria dos montenegrinos e sérvios. No entanto, Tivat é também o lar de outras comunidades religiosas, incluindo católicos (21,45%), muçulmanos (4,62%) e outras comunidades religiosas mais pequenas. Há também 8,11% de pessoas não religiosas. A cidade tem igrejas ortodoxas, igrejas católicas, mesquitas e outros locais de culto que satisfazem as necessidades religiosas dos seus habitantes.

## Desporto
A equipa de futebol local é o FK Arsenal Tivat, que passou várias épocas na segnda liga do país. Partilham o Stadion u Parku com a equipa de râguebi RFC Arsenal Tivat. A equipa de basquetebol da cidade é o KK Teodo Tivat.

## Transportes e turismo

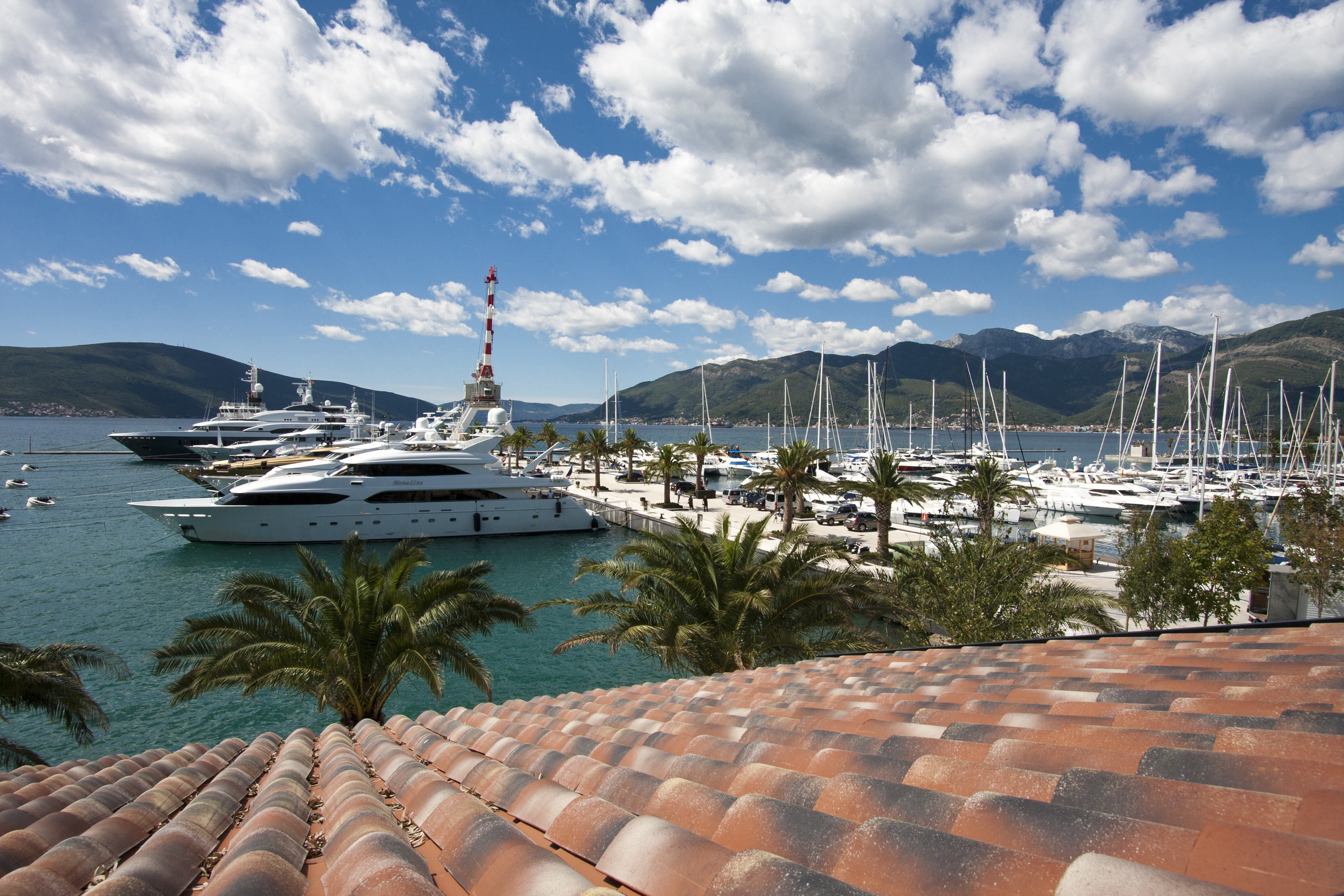
Porto Montenegro, marina para iates de luxo.

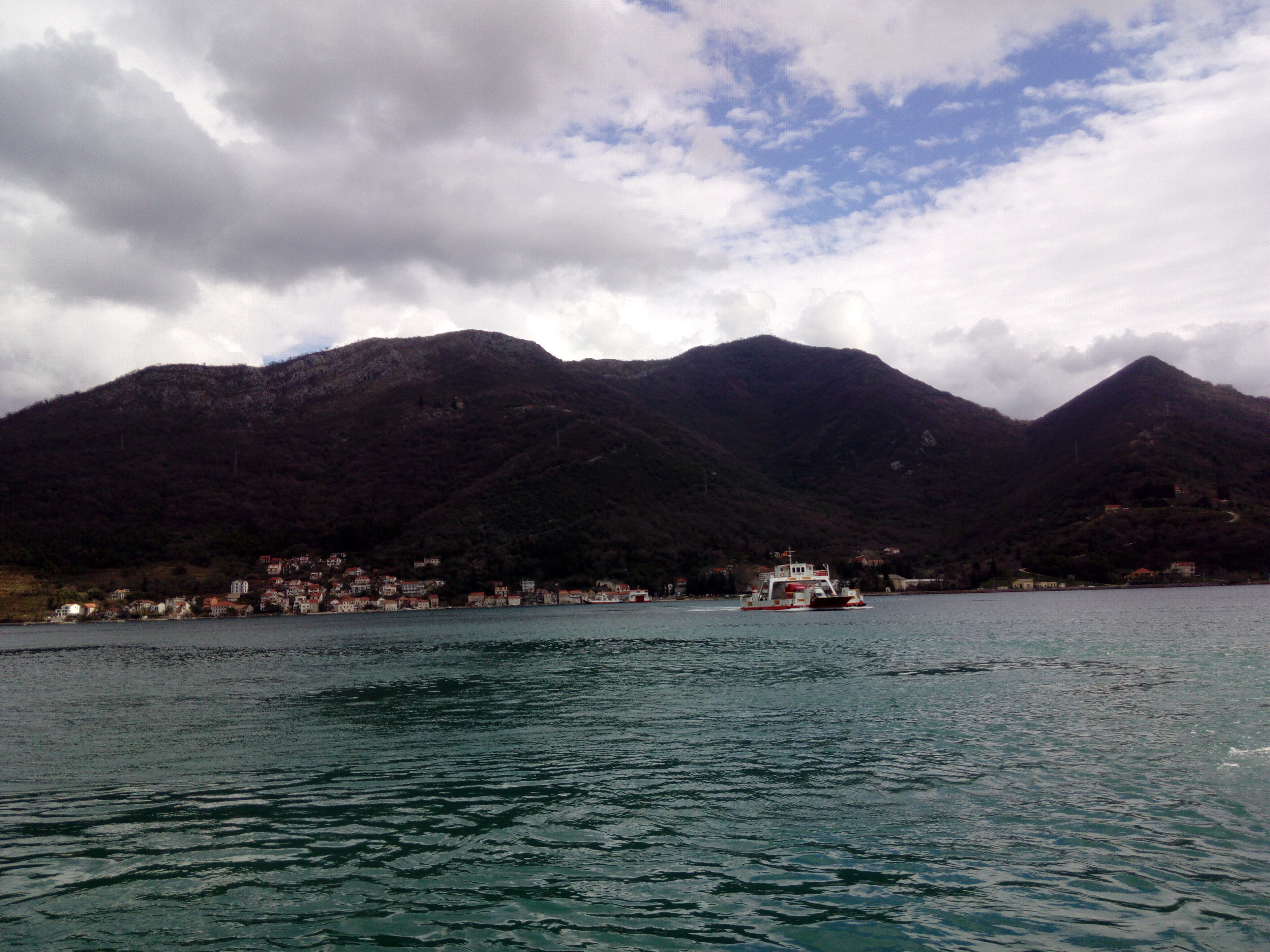
Ferry Lepetane-Kamenari.

Sendo já uma popular estância turística, Tivat está a preparar-se para se tornar um centro de turismo náutico no sul do Adriático.
As enseadas próximas de Prevlaka, bem como as localidades de Župa e Kalimanj, oferecem óptimas condições para a construção de marinas e clubes náuticos. O empresário canadiano Peter Munk comprou um estaleiro naval em Tivat, com a intenção de o transformar numa estância de férias de luxo e numa marina para iates de luxo, denominada Porto Montenegro.
Em 1971, o Aeroporto de Tivat adquiriu uma pista moderna e é atualmente um aeroporto importante para o tráfego aéreo estrangeiro. Serviu 1 367 282 passageiros em 2019.
Embora seja a cidade mais jovem da região de Boka, Tivat tem uma série de sítios turísticos. A Casa de verão Renascentista Buca, no centro da cidade, a Ostrvo Cvijeća (Ilha das Flores) com monumentos sagrados, Gornja Lastva, o núcleo antigo a uma altitude de 300 m, a magnífica praia de areia em Plavi Horizonti e a Ilha Sveti Marko com ex-casas do Club Med são os mais visitados. Na própria cidade existe o porto natural de Kalimanj. Há também uma variedade de eventos culturais, como a Olimpíada de Bocce e o Summer Fest. Tivat possui um jardim botânico plantado com presentes dos marinheiros Boka, que trouxeram das suas viagens uma grande variedade de espécies de árvores exóticas e plantas ornamentais.
Tivat está ligada ao resto do Montenegro pela Autoestrada do Adriático, uma estrada com duas faixas que percorre toda a extensão do Litoral Montenegrino. É possível viajar para o interior saindo da autoestrada do Adriático em Budva ou Sutomore (através do túnel de Sozina).
Um ferry opera na linha Kamenari - Lepetani através do Estreito de Verige, eliminando a necessidade de contornar a baía de Boka Kotorska para chegar à riviera de Herceg Novi. Especula-se que uma futura ponte sobre o Verige será construída sobre a baía.
O Aeroporto de Tivat fica a 3 km do centro da cidade e é um dos dois aeroportos internacionais de Montenegro, sendo o outro o Aeroporto de Podgorica. O tráfego no aeroporto segue a natureza sazonal da indústria do turismo no Montenegro costeiro, com 80% do volume total de passageiros a ser processado durante a época alta (maio-setembro). Devido à sua proximidade com a cidade, o aeroporto não opera durante a noite.

## Relações internacionais

### Cidades gémeas - Cidades irmãs
Tivat é geminada com:
- Aleksin, Rússia
- Jiading, China
- Karpoš, Macedónia do Norte
- Konjic, Bosnia e Herzegovina
- Mola di Bari, Itália
- Novi Sad, Sérvia (2023)[7]
- Piran, Eslovénia
- San Giacomo degli Schiavoni, Itália
- Sremski Karlovci, Sérvia
- Trogir, Croácia
- Ub, Sérvia

## Galeria

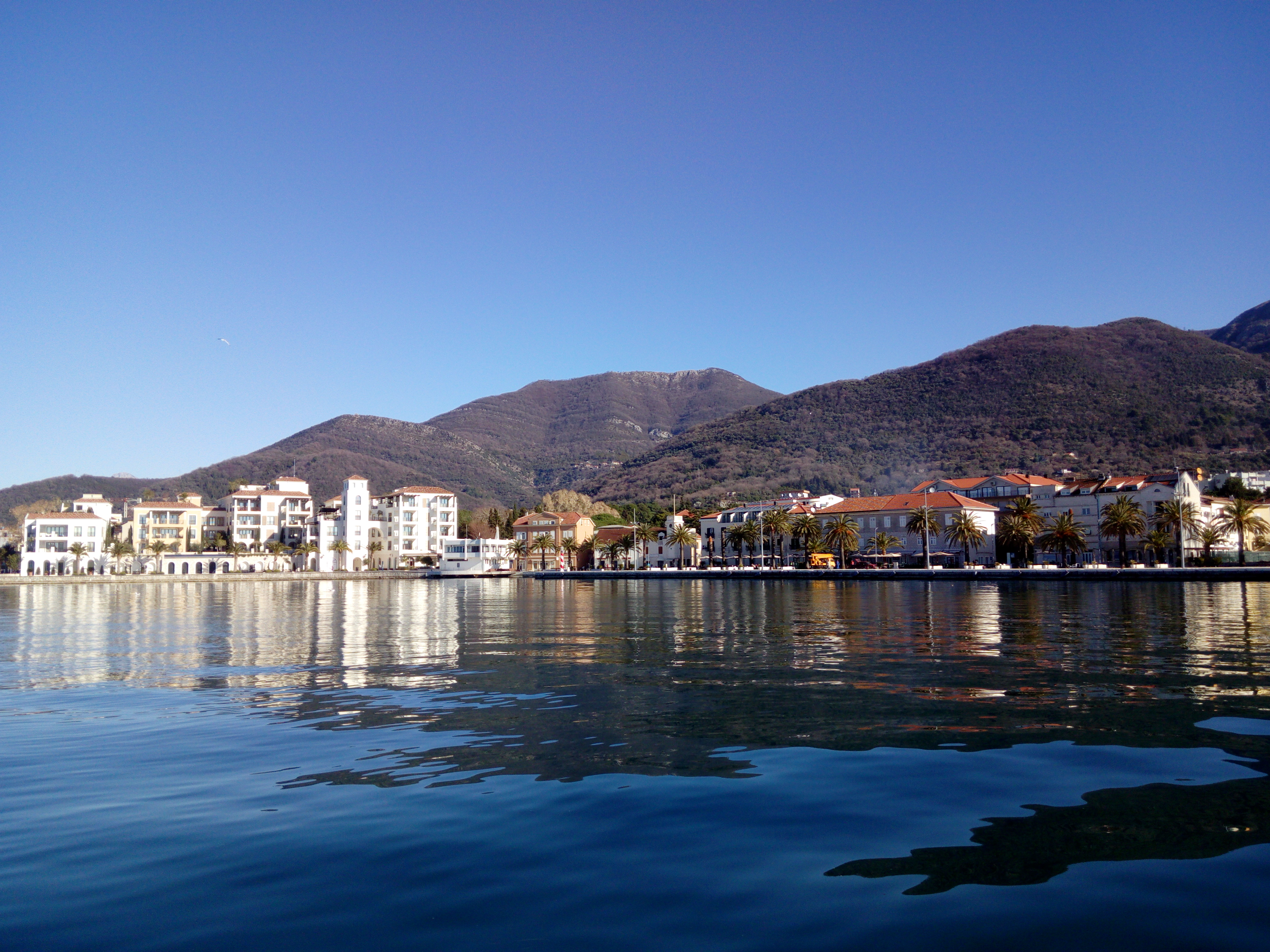
Tivat e o monte Vrmac
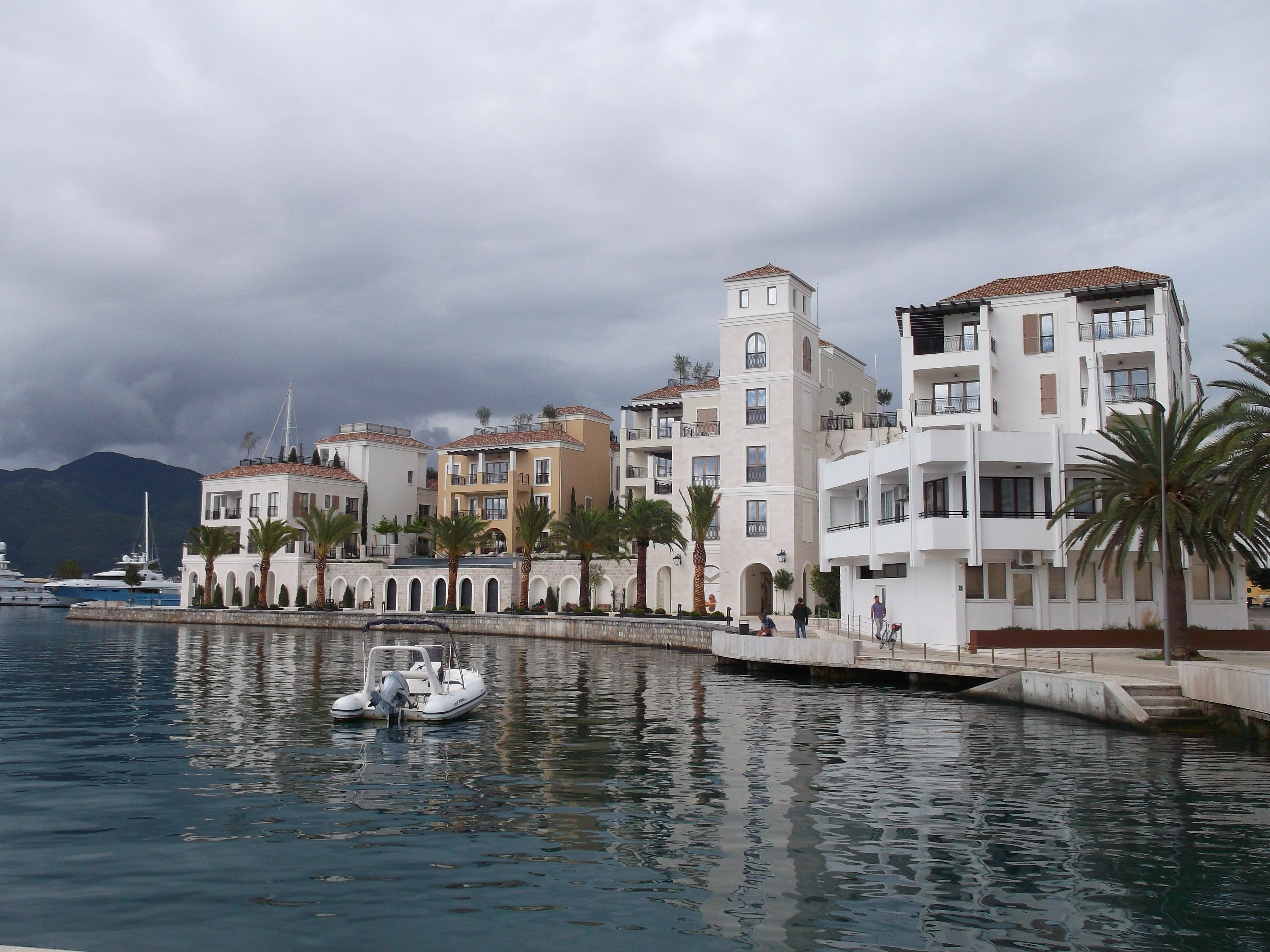
Vista da cidade à beira-mar
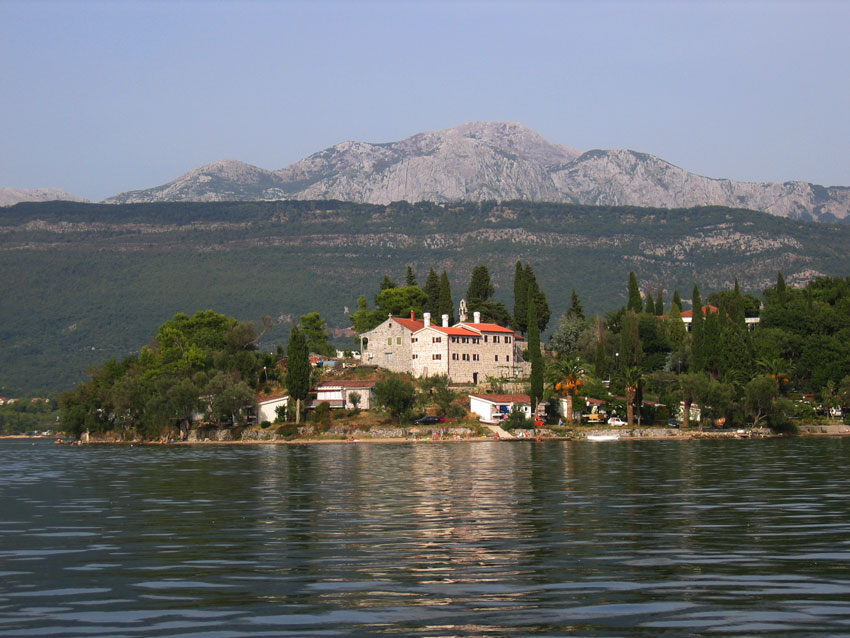
Miholjska Prevlaka
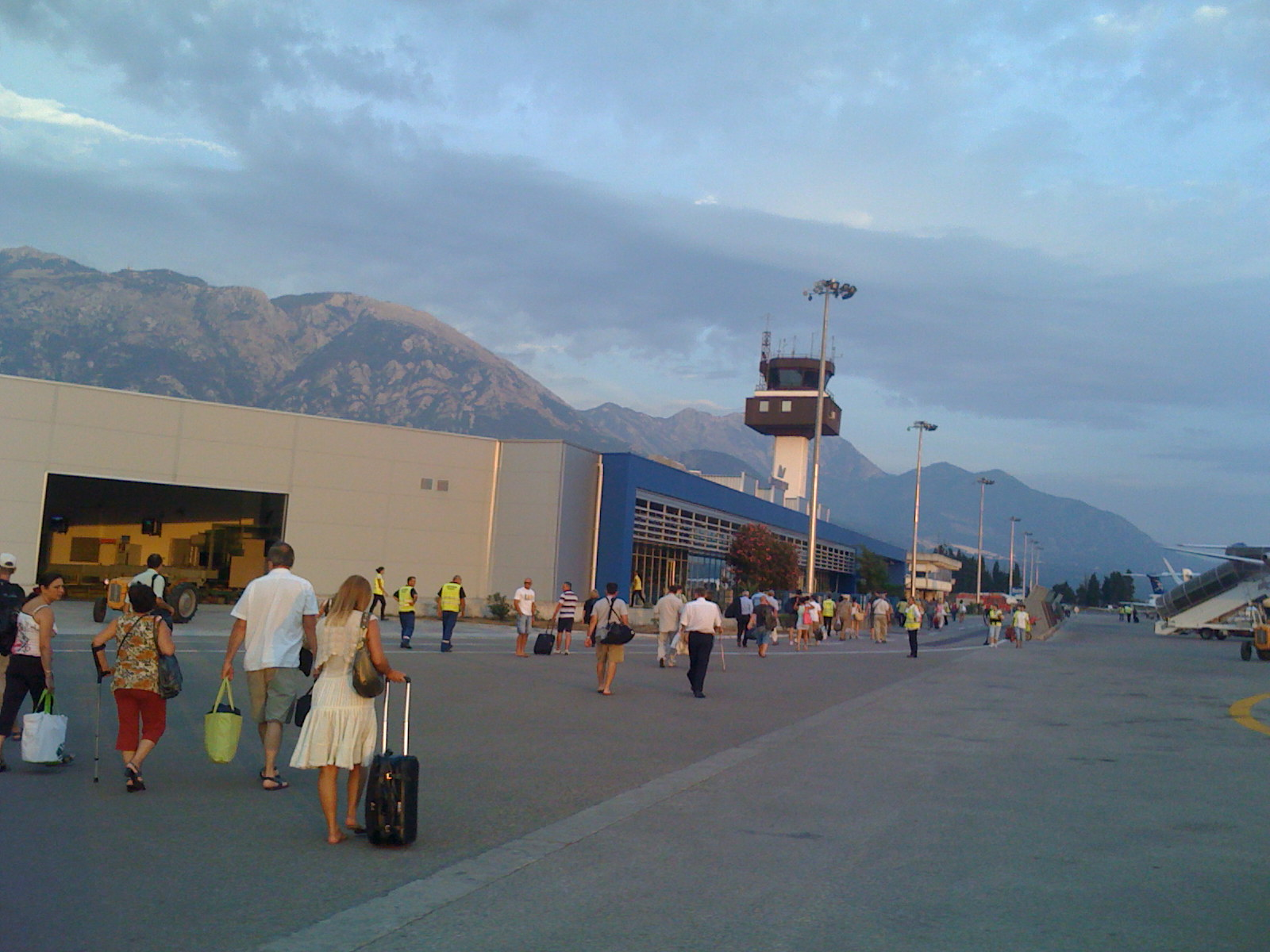
Aeroporto de Tivat